# Gempol Legundi
Gempol Legundi is een bestuurslaag in het regentschap Jombang van de provincie Oost-Java, Indonesië. Gempol Legundi telt 3205 inwoners (volkstelling 2010).